# فيرجينيا باين
فيرجينيا باين (بالإنجليزية: Virginia Payne)‏ هي ممثلة أمريكية، ولدت في 7 ديسمبر 1909 في سينسيناتي في الولايات المتحدة، وتوفيت بنفس المكان في 10 فبراير 1977.

## وصلات خارجية
- فيرجينيا باين على موقع قاعدة بيانات برودواي على الإنترنت (الإنجليزية)